# 카미긴숲생쥐
카미긴숲생쥐 또는 카미긴숲쥐(Apomys camiguinensis)는 쥐과에 속하는 설치류의 일종이다. 필리핀 카미긴주의 토착종이다. 큰 귀와 눈, 긴 꼬리와 녹빛 갈색 털을 갖고 있으며 곤충과 씨앗을 주로 먹는다. 이와 같은 기술은 1994년과 1995년, 섬 하나의 화산의 가파른 경사면에서 수행된 생물학 탐사 기간 동안에 포획한 표본에 기초하여 얻은 내용이다.